# Chris Christie
James Christopher "Chris" Christie (6 de setembro de 1962) é um político e advogado americano, membro do Partido Republicano, e ex governador de Nova Jersey.

## Biografia
Nascido em Newark, no estado americano de Nova Jérsey, é filho de Bill Christie e Sondra Grasso Christie. Formado em direito nas universidades de Delaware e Seton Hall, trabalhou na área desde 1987. Foi advogado-geral do estado de Nova Jérsey de 2002 a 2008.

### Religião
Christie é membro da Igreja Católica.

### Vida pessoal
Christie é casado com Mary Pat Foster com quem têm quatro filhos.

## Vida política

### Governador de Nova Jérsei
Após a vitória da eleição de 2009 sobre o governador Jon Corzine, Christie tomou posse em 19 de janeiro de 2010.
Após ser empossado, em 11 de fevereiro de 2010, Christie fez cortes de gastos que chegaram a 475 milhões de dólares na área da educação, mais tarde Christie pediu ajuda de 500 milhões de dólares subsidiados pelo governo federal.
Durante o governo de Christie, a nota de grau de confiança do investidor para o estado de Nova Jérsei caiu nove vezes. Em 2010, mesmo com o estado afundado em dívidas, o governador anunciou um programa de corte de impostos, reduzindo ainda mais a arrecadação governamental. Os democratas, que controlavam a legislatura, acabaram barrando boa parte dessas ações. Ele também autorizou cortes no pagamento a fundos de pensão, afirmando que pouparia bilhões ao longo dos anos. Em janeiro de 2013, vetou aumento do salário mínimo. A oposição, porém, conseguiu levar a medida para voto popular e o novo mínimo foi aprovado com 61% dos votos. Chris afirmou que conseguiu controlar a dívida pública estadual sem precisar dos aumentos de impostos ou de grandes políticas de incentivo fiscal.

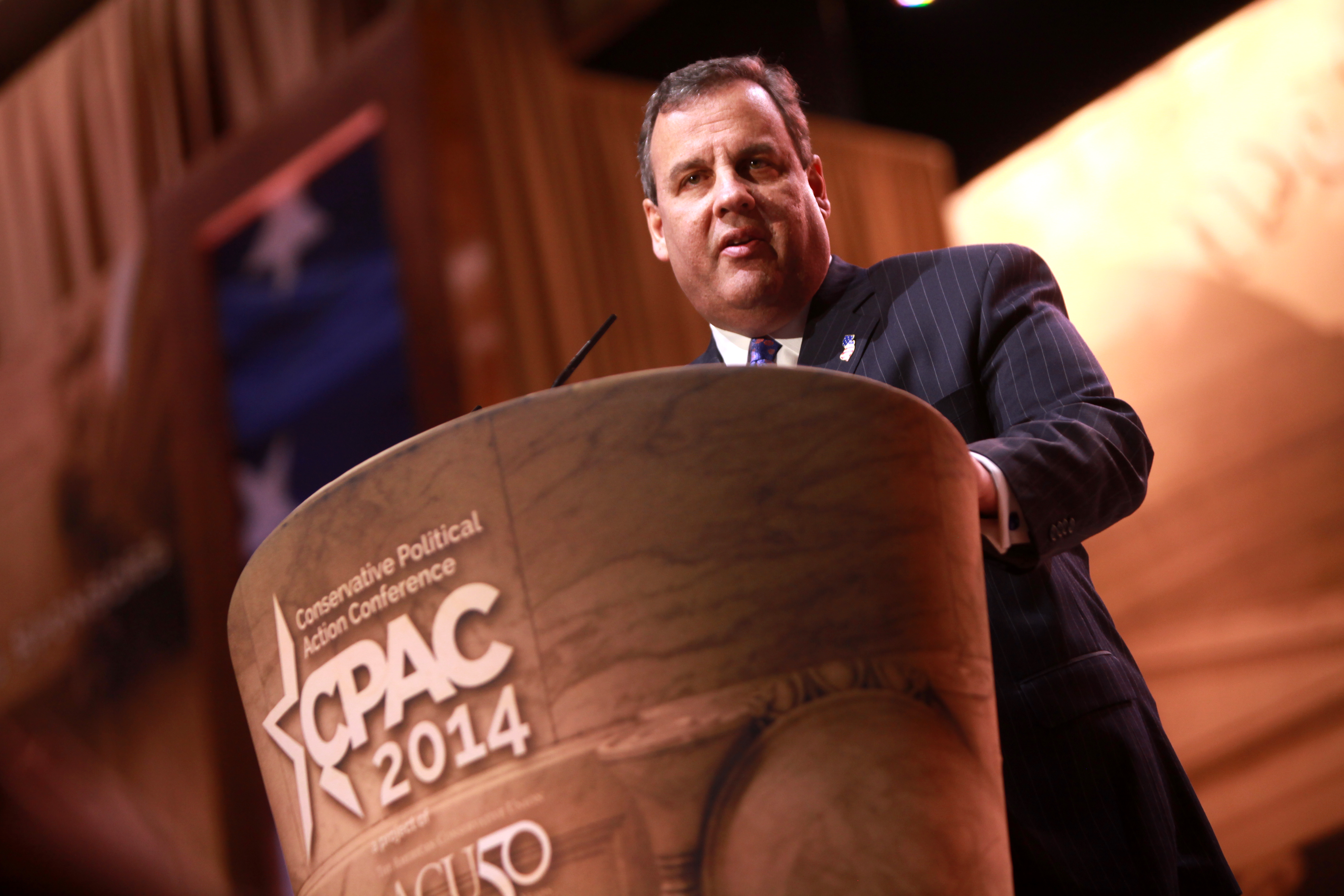
Chris Christie em 2014

Conservador em um estado altamente liberal, Christie tomou algumas medidas impopulares. Em 2013, ele vetou uma lei que legalizava o casamento entre pessoas do mesmo sexo. Porém, a suprema corte do estado decidiu pelo caminho contrário e autorizou as uniões homoafetivas. O governador não apelou da decisão. Considerado um "pró-vida" convicto, ele vetou por cinco vezes repasse de fundos para a Planned Parenthood, uma organização governamental que trabalha com educação sexual (especialmente com adolescentes).
Em 2012, a Costa Leste americana foi atingida pelo Furacão Sandy, que matou mais de 230 pessoas. Christie liderou, junto com o presidente Barack Obama, o processo de resgate das vítimas e reconstrução das áreas devastadas. Ele fez lobby com o congresso para liberar US$ 60 bilhões de dólares em ajuda para o seu estado. Em 2014 veio a tona denúncias de que o governo dele usou o dinheiro da reconstrução de forma seletiva, trocando fundos de ajuda com os distritos em troca de apoio político em seus projetos.
Em 2013, foi reeleito governador com 60% de votos (menos de 40% dos eleitores compareceram nas urnas).
Ainda em 2013 foi envolvido em outro escândalo quando a ponte George Washington, que dá acesso a cidade de Fort Lee, foi fechada. Segundo a oposição isto ocorreu a mando do pessoal do governador como represália por falta de apoio político em seus projetos. Uma investigação interna feita por seu próprio governo disse que Christie não teve culpa no ocorrido. Outras investigações, estas independentes, contudo, continuam em andamento.
Christie manteve uma popularidade que girou entre 50% e quase 70% durante seu primeiro mandato. Contudo, no segundo mandato seus índices de aprovação declinaram. Em 2015, apenas 30% da população de Nova Jérsei aprovava a forma como ele governava o estado. Cerca de 55% dos eleitores desaprovavam sua administração. No começo de 2017, a porcentagem de pessoas descontentes com seu governo pulou para 71%, fazendo de Chris Christie um dos governadores mais impopulares dos Estados Unidos.

### Concorrendo a presidência
Em junho de 2015, Chris Christie anunciou que concorreria a nomeação do seu partido na eleição presidencial de 2016. Em fevereiro de 2016, após resultados ruins nas pesquisas e nas primeiras eleições primárias do seu partido, ele resolveu largar a candidatura, apoiando Donald Trump em seguida.